# Эйгес, Екатерина Романовна
Екатерина Романовна Эйгес (12 марта 1890, Брянск, Орловская губерния — 16 июня 1958, Москва) — русская поэтесса и мемуаристка, библиотечный работник.

## Биография
Родилась 27 февраля (по старому стилю) 1890 года в многодетной семье врача Рувима Манасиевича Эйгеса (1840—1926) и переводчицы Софии Иосифовны Эйгес (1846—1910). Окончила гимназию в Брянске, затем математическое отделение Московских высших женских курсов (ученица А. А. Эйхенвальда) и Высшие литературно-художественные курсы (Литературно-художественный институт имени В. Я. Брюсова).
В 1910—1913 годах составила сборник стихотворений; отдельные стихотворения писала и в последующие годы. Была принята в члены Всероссийского Союза поэтов на основании напечатанного на машинке и вручную переплетённого сборника стихотворений.
В 1919—1921 годах встречалась с поэтом Сергеем Есениным, с которым познакомилась весной 1919 года в «Кафе поэтов» на Тверской улице, № 18. Есенин был некоторое время в неё влюблён, посвятил ей стихотворение и передал на хранение папку своих рукописей. Небольшая часть этих материалов сохранилась в её архиве. Оставила воспоминания о своих отношениях с Есениным (обнаружены в архиве П. С. Александрова в 1983 году и полностью опубликованы в 1995 году). 2 апреля 1921 года вышла замуж за математика П. С. Александрова, ученика её старшего брата Александра. Известны посвящённые ей стихи Василия Казина. В неё также был влюблён сделавший ей безуспешное предложение математик В. В. Степанов (с ним она оставалась дружна до конца его жизни).
В 1919—1920 годах работала в библиотеке Народного комиссариата по внутренним делам, затем заведующей в библиотеке литературного отдела Народного комиссариата просвещения (ЛИТО) и библиотеке Московского университета на Моховой улице, с 1925 года — библиотекарь личной библиотеки президента Государственной академии художественных наук П. С. Когана.
Умерла в 1958 году. Похоронена на Введенском кладбище (21 уч.).
Сборник избранных стихотворений «Тихий шелест стихов» вышел в издательстве «Водолей» в 2006 году.

## Семья
- Сёстры — Анна Романовна Эйгес (1874—1966), переводчик художественной литературы; Надежда Романовна Эйгес (1883—1975), педагог, основательница первых в России яслей.
- Братья — Владимир Эйгес (1876—1949), философ и математик; Константин Эйгес (1875—1950), композитор; Иосиф Эйгес (1887—1953), музыковед и музыкальный педагог; Александр Эйгес (1880—1944), математик; Вениамин Эйгес (1888—1956), художник; Евгений Эйгес (1878—1957), врач.
- Первый муж (1921—1925) — Павел Сергеевич Александров, математик.
- Второй муж (с середины 1930-х годов) — Николай Иванович Пожарский (1880—1959), библиограф, работал в библиотеках ВТО и Иностранной библиотеке.

## Публикации
- Екатерина Эйгес. Тихий шелест стихов. М.: Водолей, 2006. — 80 с.